# 领谱

领谱一例

導引谱（或称功能谱、或功能導引谱，英文称lead sheet）是一个以五线谱（或簡譜）记录的单行歌谱，包含用高音谱表记录的旋律、旋律所对应的歌词、以及字母和弦符号。旋律、歌词与和弦符号为導引谱最主要的要素，提供歌曲的主要信息，「引導」樂手即興演奏出音樂，有人稱為「領譜」，表示這種樂譜只是提綱挈領，不能详细表示伴奏乐器或声部的细节，因此，如果演奏者（包括伴奏者）只有導引谱，尚需要根据和弦記号做一定的即兴伴奏。
一般来说，導引谱主要用于快速记录爵士乐和流行歌，属于一种简写，因为它不能记录音乐的所有细节。由于织体和複调是古典音乐的重要组成部分，用導引谱记录信息量就显得不够，因此很少使用導引谱记录古典音乐。